# Verdel
Verdel, caballa o macarela es la denominación común de cualquiera de las 48 especies de peces que tienen la cabeza puntiaguda, cuerpo grueso que toma forma de huso inmediatamente antes de la cola bilobulada. 
Son 48 especies de importancia comercial, tanto para su consumo en fresco como para la conserva. Es un pescado graso de los llamados "azules" que acepta multitud de preparaciones gastronómicas. De importancia en todos los puertos pesqueros, en los del Cantábrico (sobre todo Cantabria y País Vasco) se pesca a anzuelo, mediante aparejos (lo que se llama al pincho), hoy en día motorizados, que llevan unos 30 o 40 anzuelos sin carnada, se usa un hilo rojo como señuelo. También se pesca con red en la modalidad de al cerco. Como es norma general el pescado al pincho suele ser más apreciado y pagarse mejor en la venta que el de red. La temporada de pesca es, aproximadamente, desde enero hasta abril o mayo, siendo su época fuerte el mes de marzo.
Tiene el dorso verdoso, con unas rayas negras, y el vientre plateado teniendo el cuerpo cubierto de pequeñas escamas. Mide unos 50 cm como máximo y cada pieza suele pesar cerca de 0,5 kg. Detrás de las aletas dorsales y anales tiene otras más pequeñas que reciben el nombre de pínulas. Suele nadar en grandes bandos cerca de la superficie y su alimentación es a base de pequeños pececillos y crustáceos. La época de reproducción es a finales de la primavera y principios de verano, los huevos flotan en la superficie del agua.

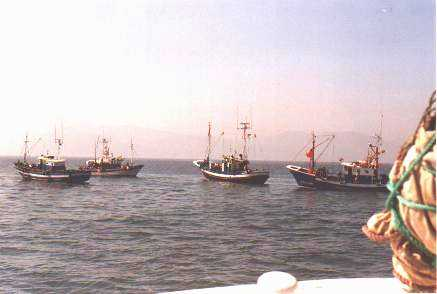
Barcos en la pesca del verdel en el mar Cantábrico.

Al verdel también se le llama estornino y en Galicia y Asturias recibe el nombre de xarda. En algunas zonas de Cantabria recibe el nombre de sarda, mientras que en el oriente ya se le denomina verdel.
La distribución del verdel se extiende por Atlántico, Cantábrico, Mediterráneo y mar Negro.

## Clasificación científica
- Familia: Escómbridos.
- Orden: Perciformes.
- Nombre científico:

Macarel o Estornino: Scomber japonicus.
Caballa o Verdel: Scomber scombrus.